# Märklin
Märklin – niemieckie przedsiębiorstwo wyspecjalizowane w produkowaniu modeli kolejowych zlokalizowane w Göppingen w Jurze Szwabskiej, koło Stuttgartu. Modele kolejowe produkowane przez Märklin są przystosowane do zasilania prądem przemiennym przez środkowy przewód na torze kolejowym.

## Historia

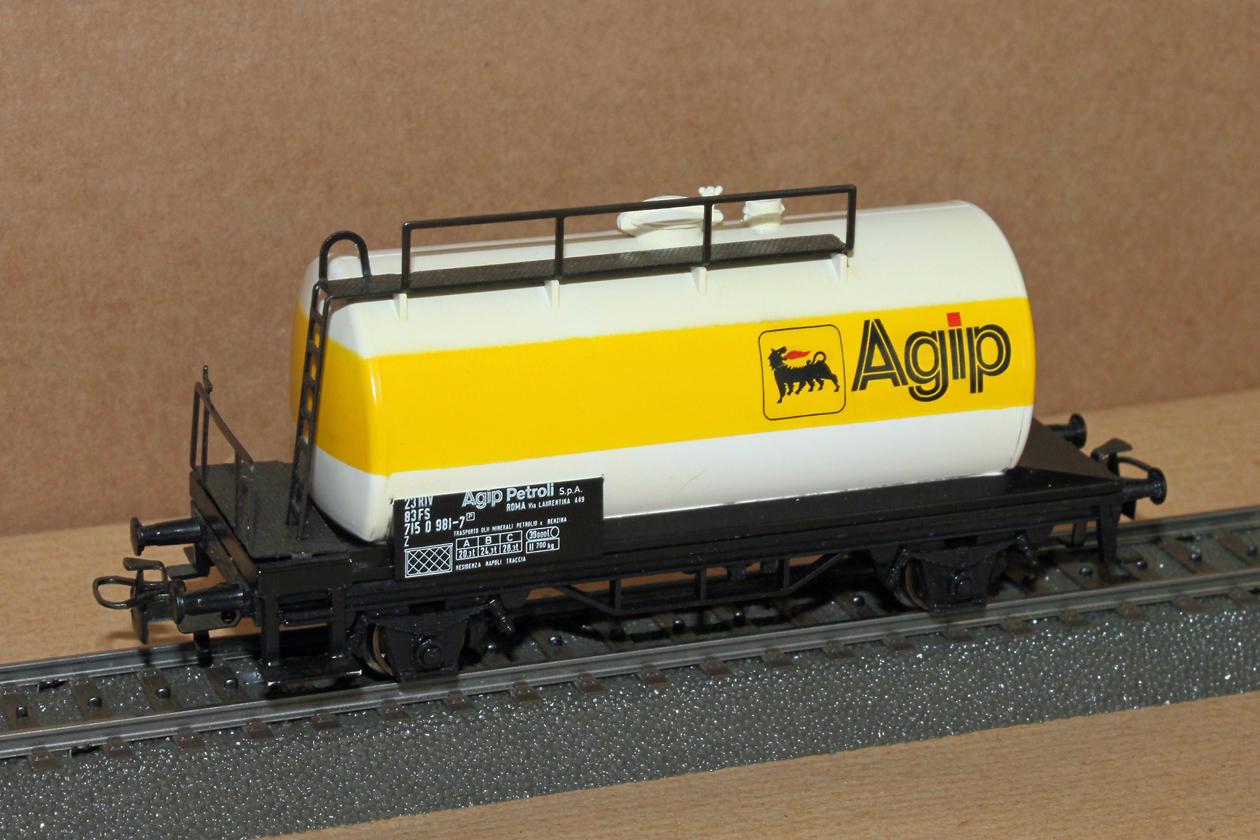
Model wyprodukowany przez Märklin

Przedsiębiorstwo zostało założone w 1859 roku jako spółka wyspecjalizowana w produkowaniu zabawek dla dziewczynek. Od 1891 roku produkowano modele kolejowe. W 1972 roku została wprowadzona skala Z, która rozpowszechniła się z powodu niewielkiej powierzchni potrzebnej do zbudowania makiety kolejowej. W 1997 roku została zakupiona spółka Trix z powodu ogłoszenia niewypłacalności. W lutym 2009 roku spółka złożyła wniosek o ogłoszenie upadłości z powodu niewypłacalności przedsiębiorstwa. W dniu 17 lutego 2011 roku postępowanie upadłościowe zostało zakończone pomyślnie. W marcu 2013 roku spółka modelarska Märklin została zakupiona przez producenta zabawek Simba-Dickie.